# Хаджи-Попович, Ивана
Ивана Хаджи-Попович (серб. Ивана Хаџи-Поповић, род. 1951, Белград) — сербская писательница и переводчица.

## Биография
Ивана Хаджи-Попович училась на кафедре романистики филологического факультета Белградского университета и получила степень магистра. Работает литературным редактором и переводчиком в издательстве «Альбатрос» в Белграде.
Среди её многочисленных переводов произведения французских и итальянских писателей, таких как Катрин Клеман, Сидони-Габриэль Колетт, Катрин Кюссе, Анаис Нин, Маргерит Юрсенар, Пьер Ассулен, Дино Буццати, Бенуа Дютёртр, Пьер Мишон, Анри де Монтерлан, Антонио Табукки, Мишель Турнье и Мариам Маджиди. Её многолетняя переводческая и редакционная деятельность является важным вкладом во франко-сербский культурный обмен.
Перевод Хаджи-Попович французскоязычных воспоминаний, афоризмов и писем королевы Натальи Обренович представляет собой особенно интересную публикацию по культурной и политической истории Сербии.
Ивана — автор девяти романов, член Международного союза франкоязычной прессы. Она живёт во Врачаре.

## Награды
- Премия Исидоры Секулич[англ.]

## Избранные произведения
- Sezona trešanja (Вишнёвый сезон), KOV, Vršac 1998, роман.
- Knez (Князь), KOV, Vršac 1999, роман.
- Brod za Buenos Ajres (Корабль в Буэнос-Айрес), Jugoslovenska knjiga, Belgrade 2001, роман, ISBN 86-7411-046-0
- Zamka (Ловушка), Filip Višnjić Publishing, Belgrade 2004, роман, ISBN 86-7363-412-1.
- Na Hadrijanovom tragu (По следам Адриана), Filip Višnjić Publishing, Belgrade 2008, роман, ISBN 978-86-7363-567-5
- Japanska kutija (Японская коробка), Palabra, Belgrade 2010, роман, ISBN 978-86-88091-01-5.
- Žena s buketom (Женщина с букетом), Medijska knjižara Krug, Belgrade 2012, роман, ISBN 978-86-83523-44-3.
- Vatra i cvet (Огонь и цветок), Medijska knjižara Krug, Belgrade 2014, роман, ISBN 978-86-83523-52-8.
- Ljubičice Leonarda da Vinčija (Фиалки Леонардо да Винчи), Albatros plus, Belgrade 2017, роман, ISBN 978-86-6081-244-7[5].